# کونیهیرو آبه
کونیهیرو آبه (انگلیسی: Kunihiro Abe؛ 1968 – ۱۵ اوت ۲۰۱۸) پویانما اهل ژاپن بود.